# Долинська Ольга Федорівна

Долинська Ольга Федорівна (нар. 1845 — пом. ?) — українська поміщиця Олександрійського повіту Херсонської губернії, на ім'я якої названа ст. Долинська, згодом районний центр Кіровоградської області.

## Відомості
О. Ф. Долинська — донька учасника франко-московської війни 1812 р., греко-католика, міського голови Нікополя Федора Івановича Бурдзинкевича. Після смерті батька отримала у спадок земельний наділ, який від сучасного с. Маловодяне (стара назва — Федорівка) майже правильним прямокутником завширшки від півтора до двох та більше ніж 7 кілометрів простягався на схід. Майже в центрі наділу знаходився хут. Очеретяний (нині — с. Степове). На кін. 1893 р. у володінні О. Ф. Долинської було 1025 десятин землі.
Чоловік О. Ф. Долинської — колезький секретар Орест Іванович Долинський, виходець з козацько-старшинського роду Долинських, які отримали дачі на р. Боковій в 1780-х рр. 18 ст. На кінець 19 ст. подружжя мало 4-х дорослих дітей — Іван, Віра (по чоловіку — Герасимова), Ольга (Шершеневич), Олена (Журавська).
За розпорядженням департаменту поліції підпорядкована 23 грудня 1883 негласному нагляду в м. Одесі внаслідок «політичної неблагонадійності». Залишалася під наглядом і в 1890 проживаючи в ці роки в Одесі і в Херсонській губ.
До 2016 року вважалось, що ст. Долинська побудована на землях, які передала до казни О. Ф. Долинська, але архівні джерела свідчать про те, що станція лежить на землях інших землевласників — М. О. Кефали та Волохіних.
За непідтвердженими даними емігрувала у Францію в 1920-х рр.
В 2015 р. (на 170-річчя від дня народження) скульптор В. Френчко виготовив погруддя Ольги Долинської, яке встановлене в Музеї Історії Долинського р-ну.

## Статті в пресі
- А. О. Манжелій. А пані Долинська була // газета «Долинські новини», номер від 05.06.1993 р.
- І. С. Проценко. Хто як не ми // газета «Долинські новини», номер від 30.06.1993 р.
- І. Сьох. Володарка степового краю // газета «Провінція», номер від 15.04.2011 р.